# Gérondif
De gérondif is een vorm van het werkwoord in het Franse werkwoordsysteem. Historisch gezien is deze vorm voortgekomen uit het Latijnse gerundivum. De manier waarop de gérondif tegenwoordig gebruikt wordt vertoont echter meer overeenkomsten met het gebruik van het tegenwoordig deelwoord (Frans: participe présent). 

## Vorming
De Franse gérondif wordt gevormd door een participe présent met het voorvoegsel en. 
Deze constructie kan alleen betrekking hebben op het onderwerp van de zin zoals in het onderstaand voorbeeld, in tegenstelling tot het participe présent, dat wel kan slaan op een ander zinsdeel dan het onderwerp.

## Voorbeelden
“En rentrant, j'ai croisé mon voisin.”
(Terugkomend, kwam ik mijn buur tegen.)
In het Nederlands kan deze constructie met de gérondif ook worden vertaald als een bijzin: “Toen (of terwijl) ik terugkwam.”